# .br
.br (порт.  Brasil) — национальный домен верхнего уровня для Бразилии.
Доступна регистрация имени домена второго или третьего уровня в доменных зонах — .br, .com.br, .eco.br, .emp.br, .net.br, .edu.br, .adm.br, .adv.br, .arq.br, .ato.br, .bio.br, .bmd.br, .cim.br, .cng.br, .cnt.br, .ecn.br, .eng.br, .eti.br, .fnd.br, .fot.br, .fst.br, .ggf.br, .jor.br, .lel.br, .mat.br, .med.br, .mus.br, .not.br, .ntr.br, .odo.br, .prg.br, .pro.br, .psc.br, .qsl.br, .slg.br, .taxi.br, .teo.br, .trd.br, .vet.br, .zlg.br, .blog.br, .flog.br, .nom.br, .vlog.br, .wiki.br, .arg.br, .art.br, .esp.br, .etc.br, .far.br, .imb.br, .ind.br, .inf.br, .radio.br, .rec.br, .srv.br, .tmp.br, .tur.br, .tv.br, .am.br, .coop.br, .fm.br, .g12.br, .gov.br, .mil.br, .org.br, .psi.br, .b.br, .jus.br, .leg.br, .mp.br, .ppg.br, .can.br, физическими лицами и юридическими лицами, резидентами Бразилии. Администрируется сетевым центром информации и координации (Núcleo de Informação e Coordenação do Ponto). В этом домене расположена большая часть сайтов на португальском языке. Управляется компанией Núcleo de Informação e Coordenação do Ponto BR —   Бразилия .
По состоянию на 20 апреля 2014 года зарегистрировано 3 409 664 домена в доменной зоне .br.
Национальный домен верхнего уровня — BR используется как национальный домен верхнего уровня в стандартах административно-территориального деления территории государства ISO 3166 (ISO 3166-1, ISO 3166-2, ISO 3166-2:BR) в качестве кода Alpha2, образующего основу геокода административно-территориального деления Бразилии.

## Требования к регистрируемым доменам
Домены, регистрируемые в доменной зоне .br, должны соответствовать требованиям, предъявляемым регистратором к доменам третьего уровня.

- Минимальная длина имени домена — 2 символа.
- Максимальная длина имени домена, не учитывая количество символов домена второго уровня — .com.br, .eco.br, .emp.br, .net.br, .edu.br, .adm.br, .adv.br, .arq.br, .ato.br, .bio.br, .bmd.br, .cim.br, .cng.br, .cnt.br, .ecn.br, .eng.br, .eti.br, .fnd.br, .fot.br, .fst.br, .ggf.br, .jor.br, .lel.br, .mat.br, .med.br, .mus.br, .not.br, .ntr.br, .odo.br, .prg.br, .pro.br, .psc.br, .qsl.br, .slg.br, .taxi.br, .teo.br, .trd.br, .vet.br, .zlg.br, .blog.br, .flog.br, .nom.br, .vlog.br, .wiki.br, .arg.br, .art.br, .esp.br, .etc.br, .far.br, .imb.br, .ind.br, .inf.br, .radio.br, .rec.br, .srv.br, .tmp.br, .tur.br, .tv.br, .am.br, .coop.br, .fm.br, .g12.br, .gov.br, .mil.br, .org.br, .psi.br, .b.br, .jus.br, .leg.br, .mp.br, .ppg.br, .can.br, не более — 23 символов.
- Имя домена может состоять из букв латинского алфавита (a-z), цифр (0-9) и тире (—, -).
- Имя домена может содержать символы расширенной кодировки (à, á, â, ã, é, ê, í, ó, ô, õ, ú, ü, ç).
- Имя домена не может начинаться или заканчиваться символом тире (—, -).
- Имя домена не может состоять только из символов цифр (0, 9).

## Домены 2 уровня
Таблица доменов второго уровня доменной зоны .br, условия использования, категории доменов.
| Домен     | Регламентированные пользователи |
| --------- | --- |
| .com.br   | Физические, юридические лица, организации, занимающиеся коммерческой деятельностью. |
| .eco.br   | Экологические организации. |
| .emp.br   | Малые предприятия, индивидуальные предприниматели. |
| .net.br   | Физические, юридические лица, организации, занимающиеся коммерческой деятельностью в интернете (интернет-магазин). |
| .edu.br   | Высшие учебные заведения, институты, обязательно наличие лицензии, аккредитации, разрешений, документов на соответствующую деятельность. Не должно быть аббревиатурой, акронимом, совпадающим с названиями иных организаций. |
| .adm.br   | Администраторы. |
| .adv.br   | Адвокаты. |
| .arq.br   | Архитекторы. |
| .ato.br   | Актёры. |
| .bio.br   | Биологи. |
| .bmd.br   | Био-медики. |
| .cim.br   | Брокеры. |
| .cng.br   | Сценографы. |
| .cnt.br   | Бухгалтеры. |
| .ecn.br   | Экономисты. |
| .eng.br   | Инженеры. |
| .eti.br   | Специалисты IT. |
| .fnd.br   | Логопеды. |
| .fot.br   | Фотографы. |
| .fst.br   | Физиотерапевты. |
| .ggf.br   | Географы. |
| .jor.br   | Журналисты. |
| .lel.br   | Оценщики. |
| .mat.br   | Математики, статистики. |
| .med.br   | Медицинские работники. |
| .mus.br   | Музыканты, композиторы. |
| .not.br   | Нотариусы. |
| .ntr.br   | Диетологи. |
| .odo.br   | Стоматологи. |
| .prg.br   | Рекламодатели, специалисты рекламы и маркетинга. |
| .pro.br   | Преподаватели. |
| .psc.br   | Физиологи. |
| .qsl.br   | Радиолюбители. |
| .slg.br   | Социологи. |
| .taxi.br  | Таксисты, услуги такси. |
| .teo.br   | Теологи, богословы. |
| .trd.br   | Переводчики. |
| .vet.br   | Ветеринары. |
| .zlg.br   | Зоологи. |
| .blog.br  | Сайты-блоги. |
| .flog.br  | Фото-сайты, сервисы хостинга изображений. |
| .nom.br   | Сайты физических лиц. |
| .vlog.br  | Видеосайты, сервисы видеохостинга. |
| .wiki.br  | Ресурсы, созданные по аналогии с Википедией. |
| .arg.br   | Сельскохозяйственные предприятия, фермерские хозяйства. |
| .art.br   | Учреждения культуры, искусств, ремёсел и т. п. |
| .esp.br   | Спортивные учреждения и организации. |
| .far.br   | Фармакологические учреждения, аптеки. |
| .imb.br   | Объекты недвижимости. |
| .ind.br   | Промышленные организации и учреждения. |
| .inf.br   | СМИ (средства массового информирования) (радиостанции, пресса, библиотеки и т. п.). |
| .radio.br | Музыкальные радиостанции. |
| .rec.br   | Развлекательные организации. |
| .srv.br   | Организации, учреждения услуг. |
| .tmp.br   | Организации услуг по организации ярмарок, выставок, фестивалей и т. п. |
| .tur.br   | Туристические организации, учреждения, агентства. |
| .tv.br    | Телевизионные организации. |
| .am.br    | Радиостанции АМ, обязательно наличие лицензии, аккредитации, разрешений, документов на соответствующую деятельность. |
| .coop.br  | Кооперативные организации, обязательно наличие лицензии, аккредитации, разрешений, документов на соответствующую деятельность. |
| .fm.br    | Радиостанции FM, обязательно наличие лицензии, аккредитации, разрешений, документов на соответствующую деятельность. |
| .g12.br   | Учреждения начального и среднего образования, обязательно наличие лицензии, аккредитации, разрешений, документов на соответствующую деятельность. |
| .gov.br   | Государственные органы Бразилии, правительство, прокуратура, представительства других государств должны явно указывать на принадлежность домена к соответствующему государству — (al.gov.br, de.gov.br, ru.gov.br и т. д.), обязательно наличие лицензии, аккредитации, разрешений, документов на соответствующую деятельность. |
| .mil.br   | Вооружённые силы Бразилии, подразделения министерства обороны, обязательно наличие лицензии, аккредитации, разрешений, документов на соответствующую деятельность от министерства обороны. |
| .org.br   | Неправительственные, некоммерческие организации, обязательно наличие лицензии, аккредитации, разрешений, документов на соответствующую деятельность. |
| .psi.br   | Провайдеры, поставщики интернет-услуг, обязательно наличие лицензии, аккредитации, разрешений, документов на соответствующую деятельность. |
| .b.br     | Исключительно финансовые учреждения, организации, банки. |
| .jus.br   | Органы юстиции, судов, правосудия Бразилии, обязательно наличие лицензии, аккредитации, разрешений, документов на соответствующую деятельность. |
| .leg.br   | Институты законодательной власти. |
| .mp.br    | Учреждения государственного обвинения, прокуратура. |
| .ppg.br   | Рекламные, маркетинговые агентства. |
| .can.br   | Кандидат на выборах в ходе избирательной кампании. |
| .etc.br   | Организации, учреждения не попадающих под определения других категорий доменов. |